# Neurale plasticiteit
Neurale plasticiteit, ook neuro- of corticale plasticiteit, of kortweg plasticiteit, duidt op veranderingen in de organisatie van de hersenen van individuen. Neurale plasticiteit doet zich voor: bij kinderen, tijdens de hersengroei en -ontwikkeling; bij volwassenen, tijdens de cognitieve ontwikkeling, in de vorm van leren of ervaring; en bij herstel na hersenletsel.

## Ontwikkeling van de hersenen
Mensen worden met een volledige hersenschors en verzameling zenuwcellen geboren. De belangrijkste ontwikkeling in de jeugdjaren bestaat uit de vorming van nieuwe verbindingen tussen deze hersencellen: er komen synapsen bij (synaptogenese), maar er worden ook overbodige synapsen verwijderd (pruning). Aanvankelijk bestaan er vermoedelijk veel meer synapsen dan nodig. In het uiteindelijke netwerk blijven na verwijdering van de niet-effectieve synapsen alleen de effectieve synapsen over (zie figuur rechts). Dit maakt een geleidelijk fijnere afstemming mogelijk van netwerken van neuronen op de eisen van de omgeving. Ook vindt er een geleidelijke toename van de witte stof plaats (myelinisatie) en proliferatie van gliacellen. Vooral de laatste twee factoren hebben een sterke toename in het hersenvolume in de eerste 6 levensjaren tot gevolg. Het proces van vorming en verwijdering van synapsen lijkt in de primaire schorsgebieden eerder voltooid te zijn dan in de associatiegebieden (bijvoorbeeld de prefrontale cortex). Onderzoek met ratten heeft aangetoond dat de zenuwcellen van jonge ratten die opgroeien in een verrijkte omgeving meer uitlopers (dendrieten) en meer synaptische verbindingen ontwikkelen dan ratten in een sobere omgeving. Bij ouderdomsziekten zoals dementie treedt daarentegen een verval van dendrieten en neurale verbindingen op.

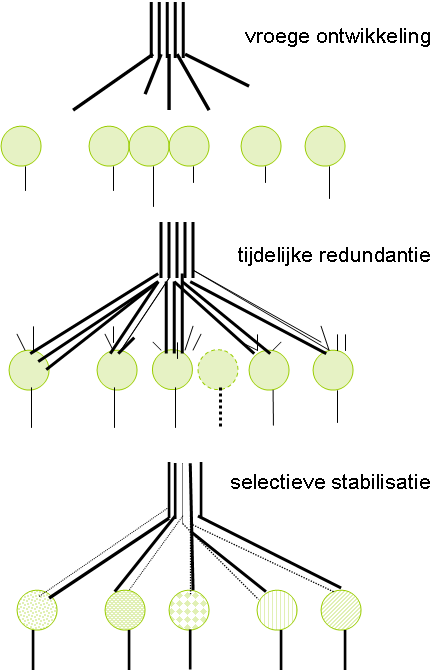
Drie fasen in de groei van neurale verbindingen en synapsen in de jeugd, volgens J.P. Changeux. Vroege ontwikkeling, tijdelijke overvloed of redundantie (er zijn meer verbindingen dan nodig) en selectieve stabilisatie. In het neurale netwerk worden effectieve synapsen geselecteerd door de overbodige verbindingen te elimineren

 Vooral groepen zenuwcellen die synchrone activiteit ontwikkelen, hebben een grotere kans onderlinge sterkere verbindingen te vormen, volgens de regel van Hebb. Verbindingen tussen zenuwcellen die niet synchroon vuren, zullen daarentegen afzwakken. Dit proces van selectieve versterking en eliminatie van synapsen lijkt op de Darwiniaanse processen die voor evolutie gelden.. Mogelijk hebben tijdens de evolutie de hersenen van de mens eenzelfde soort ontwikkeling doorgemaakt. Hierbij vond vermoedelijk niet alleen een toename plaats van het hersenvolume en het aantal synaptische verbindingen maar ook van de complexiteit van de synaps zelf

## Plasticiteit bij volwassenen
De sterke plasticiteit van de hersenen en toename van connectiviteit (aantal verbindingen) tijdens de ontwikkeling staat in contrast met de grote stabiliteit gedurende de volwassenheid. Neuronen die verloren gaan door hersenbeschadiging of veroudering, worden doorgaans niet vervangen. Enkele belangrijke vormen van plasticiteit bij volwassenen worden hieronder besproken.

### Neurogenese
Er is echter ook bewijs gevonden van neurogenese, dat wil zeggen: de groei van nieuwe zenuwcellen bij volwassenen. Hoewel dit nog een nieuw gebied van onderzoek betreft, is in sommige studies met apen en mensen aangetoond dat ook in hersenen van volwassene de groei van nieuwe zenuwcellen in bepaalde gebieden (zoals hippocampus en basale ganglia) mogelijk is. Het is echter nog onzeker wat precies de functie is van de nieuwe cellen, en of zij bijvoorbeeld in staat zijn functies van bestaande cellen over te nemen.

### Myelinisatie
Met technieken zoals tractografie en MRI is men nu ook in staat anatomische eigenschappen van zenuwvezels in kaart te brengen. Dit maakt het mogelijk na te gaan welke invloed het oefenen van (bijvoorbeeld) bepaalde motorische vaardigheden heeft op de structuur van de witte stof.

### Reorganisatie van synapsen
De plasticiteit in de hersenen van volwassenen geldt vooral het aantal en organisatie van de synapsen. Het aantal synapsen kan bijvoorbeeld toenemen door sterkere vertakkingen van de uitlopen van zenuwcellen, zoals dendrieten. Uit post-mortemonderzoek van mensen van Jacobs en Scheibel (zie Kolb en Wishaw, 1998, voor een overzicht) is bijvoorbeeld gebleken dat er sprake is van rijkere vertakkingen van dendrieten in de primaire somatosensibele en motorische schorsgebieden die met vingers corresponderen, dan in gebieden die met de romp corresponderen. Mogelijk duidt dit erop dat meer complexe handelingen ook leiden tot sterkere vertakkingen van de dendrieten van de corresponderende neuronen. Ook bleek dat deze volumeverschillen groter waren bij mensen die gedurende hun leven hun vingers vaker hadden gebruikt, zoals typisten(s) dan bij mensen waarbij dat niet het geval was.

### Plasticiteit van corticale kaarten
Er is relatief veel onderzoek gedaan naar structurele veranderingen in de primaire (somatosensibele en motorische) gebieden van de hersenschors of de  cortex die bij leerprocessen optreden. Deze gebieden kennen een z.g. somatotope representatie (specifieke delen van het lichaam projecteren naar specifieke delen van de cortex: men noemt dit ook wel corticale kaarten). Zo hebben Nudo e.a. aangetoond dat er sprake is van een toename van het volume van de motorische schors van apen die specifieke bewegingen maakten met hand en vingers. Met micro-elektroden stelden zij vast dat het gebied waarnaar de vingers projecteren, groter was bij apen die veel vingerbewegingen moesten maken dan apen die grovere bewegingen van de pols of hand moesten maken. Dit lijkt aan te sluiten bij humaan onderzoek van Elbert e.a. waaruit bleek dat bij violisten het motorische gebied van de vingers van de linkerhand groter is dan bij mensen die niet musiceren.
Uit onderzoek met apen van Merzenich & Jenkins bleek dat manipulatie van de input naar delen van de somatosensibele schors invloed heeft op de grootte of begrenzing van deze gebieden. Bijvoorbeeld, bij doorsnijden van de afferente input naar een vinger, nam het gebied van de aangrenzende (intacte) vingers in de cortex in omvang toe. Een ander interessant voorbeeld is plasticiteit bij mensen met geamputeerde lichaamsdelen, bijvoorbeeld de arm. Het hierbij optredende verschijnsel van fantoomledemaat duidt er op dat het gebied dat met de arm correspondeert nog steeds intact is, maar nu input ontvangt van een ander (naburig of aangrenzend) gebied in het de cortex.

### Functionele plasticiteit
Een vijfde vorm van plasticiteit bij volwassenen heeft te maken met reorganisatie van normale hersenfuncties als gevolg van oefening en leren. Het is algemeen bekend dat mensen na oefening cognitieve taken efficiënter gaan uitvoeren: zij voeren de taak geleidelijk sneller uit en maken daarbij ook minder fouten. Ook blijken de taken minder mentale inspanning te vergen. Het lijkt waarschijnlijk dat dergelijke gedragseffecten mede een gevolg zijn van verandering of reorganisatie van netwerken in de hersenen die tijdens taakuitvoering actief zijn. Deze veranderingen zijn echter eerder functioneel dan structureel van aard. Dit betekent dat er geen nieuwe verbindingen gevormd worden, maar dat de bestaande verbindingen in de netwerken worden versterkt of verzwakt. Ook is het mogelijk dat verbindingen worden geactiveerd, die voorheen niet actief waren.Twee voorbeelden van functionele plasticiteit worden hieronder besproken.
- Synaptische plasticiteit.

Synaptische plasticiteit, slaat op veranderingen in de overdracht van prikkels van een neuron naar een ander neuron door versterking van de synaptische verbinding. Groepen cellen die onderling synchroon vuren, hebben een grotere kans onderling sterkere synapsen te vormen dan cellen waarvoor dat niet geldt. Een belangrijk mechanisme hierbij is langetermijnpotentiëring (LTP), ofwel de geleidelijke versterking van een synaptische verbinding tussen twee zenuwcellen bij herhaalde stimulatie. LTP is vermoedelijk het basismechanisme dat ten grondslag ligt aan betere prestaties bij oefening. Ook neurotransmitters als glutamaat en calcium blijken op celniveau een rol te spelen bij de vorming van associaties tussen zenuwcellen, en als zodanig op geheugen- en leerprocessen. Deze stoffen spelen niet alleen een rol bij LTP, maar ook bij elementaire leerprocessen zoals conditionering en habituatie. Hier hebben zij vooral een faciliterend effect op neurotransmitters in het presynaptisch neuron.
- Cerebrale doorbloeding

Het is denkbaar dat de snellere overdracht van prikkels in de synaps gepaard gaat met een meer efficiënte verwerking van informatie in neurale netwerken van de hersenen. Dit kan onder meer leiden tot een functionele reorganisatie van deze netwerken. Een zekere bevestiging hiervan is gevonden in onderzoek waarin met behulp van technieken als PET en fMRI gekeken is naar effecten van oefening op hersenactiviteit tijdens uitvoering van cognitieve taken. Bij motorische taken blijkt bijvoorbeeld al na enkele weken een ander (i.e. versterkt) patroon in de doorbloeding van specifieke gebieden van de motorische cortex op te treden. Bij taken die veel aandacht vragen, zoals bepaalde linguïstische taken blijkt dat soms, als gevolg van oefening bepaalde gebieden minder actief worden. Dit kan een aanwijzing zijn dat dit soort taken geleidelijk meer automatisch worden uitgevoerd, en daarbij minder een beroep doen op controlefuncties van gebieden als de prefrontale cortex. Samengevat kan oefening leiden tot zowel een toename als afname van activiteit van corticale gebieden, of een combinatie van beide (toename in een gebied en tegelijkertijd afname in een ander gebied). Zie ook Kelly en Caravan.

## Plasticiteit na hersenletsel
Plasticiteit na hersenletsel (zoals na een hersenbloeding) patiënten leren het functieverlies te compenseren. Dit kan soms een gevolg zijn van gedragsmatige (strategische) aanpassingen. Zo leerde een patiënt waarbij een deel van het centrale gezichtsveld was uitgevallen na een infarct van de visuele cortex toch weer lezen door zijn ogen op andere (meer perifere) punten in de tekst te richten. Een ander voorbeeld van functioneel herstel is dat na een laesie van de linkerhersenhelft de hierdoor ontstane spraakstoornis deels gecompenseerd wordt door de rechterhersenhelft.